# Bernat Bertran
Bernat Bertran i Sastre (Barcelona, 1774 – Mataró, 1815) fou un compositor i cantor (tenor) català.

## Biografia
Bertran es formà musicalment a la capella de música de la catedral de Barcelona, on va rebre el mestratge dels compositors Carles Baguer i Francesc Queralt. El 1796 es traslladà a Girona, on obtingué una plaça de tenor a la catedral, on va desenvolupar la seva carrera fins a la seva mort. Posteriorment, el 1797 va optar, sense èxit, al magisteri de la capella de la basílica de Castelló d'Empúries. Al 1799 fou ordenat de prevere.
El 1803 optà al càrrec de tenor de la Catedral de Barcelona, sense èxit. Entre el 1808 i el 1814 Catalunya fou sacsejada per la Guerra del Francès i la visqué en primera persona, especialment el setge de Girona. Un cop acabada la guerra, el 1815 obtingué una plaça a Sant Pere de les Puel·les de Barcelona, però morí sobtadament a Mataró el 25 d'octubre d'aquell any durant el viatge cap a Barcelona.
L'onze de novembre de 1804 va formar part d'un tribunal d'oposicions per a la magistratura de l'orgue convocat pel Capítol. De la qual Sanahuja, va guanyar el concurs d'aquesta oposició.
Quan Bernat va traspassar, al cap de pocs dies, Josep Méndez (1836-1866) va heretar el càrrec d'organista a l'església de Santa Maria de Mataró el 12 de desembre, i va passar a ser contractat de manera interina.

## Obra
Al llarg de la seva vida, va compondre principalment música religiosa i de la seva obra només es conserven vuit peces, que s'inscruen plenament en l'estil clàssic de l'època.
L'obra de més envergadura és una simfonia en mi bemoll, datada el 1798 i d'influència haydiniana. També inclou altres obres, com ara: "salms, responsoris, rosaris, una simfonia i un minuet. Es conserven les seves obres als fons musicals de la Biblioteca de Catalunya, als fons musicals de la Catedral de Girona i l'Arxiu de la Seu de Manresa."
Els tres quaderns de salms, tots de 1791, constitueixen el testimoni del seu aprenentatge amb Francesc Queralt: És tracta d'un conjunt d'obres de tipus contrapuntístic, en la línia de l'ensenyament habitual dels compositors d'aquella època; en canvi, el responsori Vulneraverat Charitas (1803), el Rosario (que no té res de popular) i el quòdlibet La Resurrecció, són un testimoni del canvi del compositor cap a un estil personal acord amb la música del seu temps, a la vegada que donaven peu a suposar la possibilitat del seu aprenentatge amb Carles Baguer, o almenys de la seva influència. L'obra més important de Bertrán és la Sinfonia en Mi bemoll (1798) per a flautes, trompes i corda. Es tracta d'una obra clàssica, dividida en quatre moviments: Allegro, Adagio andante, Minuetto i Finale allegro presto. L'estructura de la sonata es troba en els temps I, II i IV; a excepció del II, escrit en Si bemoll major, tots els altres moviments estan escrits en la tonalitat principal. En tots els moviments tipus sonata s'atorga gran importància al tema principal, freqüentment amb petits períodes de desenvolupament en la mateixa exposició, i així mateix, abunden les seccions contrastades amb l'ús del cromatisme i de l'ornamentació. En aquesta simfonia es veu les influències dels compositors clàssics de l'època, especialment Joseph Haydn.
Estèticament, la simfonia de Bertran pertany al model germànic, de forta implantació en Catalunya i en tot Espanya de l'època; la síntesi entre els diferents llenguatges, la disposició en quatre moviments i la diversitat de solucions respecte al model del principi sonata col·loquen a aquesta obra en un lloc molt destacat entre la producció simfònica catalana del seu temps.